# اسپرینگفیلد (کالیفرنیا)
اسپرینگفیلد (به انگلیسی: Springfield) یک منطقهٔ مسکونی در ایالات متحده آمریکا است که در شهرستان توآلومی، کالیفرنیا واقع شده‌است. اسپرینگفیلد ۶۲۶٫۶۸ متر بالاتر از سطح دریا قرار دارد.